# SIMAP
SIMAP (del inglés SImiliarity MAtrix of Proteins, o matriz de similitud de proteínas) es una base de datos de similitudes entre proteínas creada usando computación distribuida, y que es libremente accesible para propósitos científicos.  SIMAP utiliza el algoritmo de FASTA para precalcular la similitud de las proteínas, mientras que otra aplicación utiliza modelos ocultos de Márkov para identificar dominios proteicos.
La base de datos ha sido completada, pero se actualizará para descubrimientos de nuevas proteínas.

## Plataforma de cómputo
SIMAP utiliza la plataforma de computación distribuida BOINC (Berkeley Open Infrastructure for Network Computing, infraestructura abierta Berkeley para computación en red).
Algunas notas sobre el rendimiento de la aplicación:
- Los tiempos de CPU sobre unidad de trabajo pueden variar bastante, encontrándose en el rango de entre 15 minutos y 3 horas.
- Cada unidad de trabajo se encuentran entre 600 KB y hasta 1,35 MB, con la media alrededor de 1,20 MB.
- SIMAP proporciona software cliente optimizado para procesadores con SSE (Streaming SIMD Extensions, extensiones SIMD para flujos) disponible.  Para procesadores antiguos sin SSE también se proporcionan aplicaciones, pero requieren un detallado manual de instalación.  Los sistemas operativos soportados por SIMAP son Linux, Windows, Mac OS y otras plataformas UNIX.
- Puesto que la base de datos se ha completado, sólo habrá trabajo disponible en el futuro próximo de forma esporádica.